# Иннокентий (Никифоров)
Епископ Иннокентий (в миру Иван Иванович Никифоров; 27 марта (8 апреля) 1879, деревня Машляк, Мамадышский уезд, Казанская губерния — 4 декабря 1937, Курск) — епископ Русской православной церкви, епископ Орловский. Первый епископ из кряшен.

## Биография
Родился 27 марта 1879 года в деревне Машляк Мамадышского уезда Казанской губернии (ныне Рыбно-Слободский район Татарстана) в семье Иоанна Никифорова, одного из первых учителей из кряшен, с 1881 года священника-миссионера в Уфимской епархии.
До 1899 года обучался в Уфимской духовной семинарии, из которой уволен из четвёртого класса по болезни. С 27 марта 1899 года — иподиакон Омского кафедрального собора.
Женился на Александре Павловне Линде. Супружеская чета детей не имела.
23 октября 1901 года епископом Омским и Семипалатинским рукоположён в сан диакона с оставлением в должности иподиакона того же собора.
8 октября 1903 года тем же Преосвященным рукоположён во священника к Христорождественской церкви села Феодоровского Петропавловского уезда Акмолинской области. Одновременно состоял заведующим местной церковно-приходской школы.
13 марта 1906 года переведён настоятелем храма села Лаптев Лог Змеиногорского уезда Томской губернии.
Владислав Оскарович Скитневский, который долгое время занимался сбором материалов об архиепископе Иннокентии отмечал: «Омский период жизни Ивана Ивановича был и счастлив, и драматичен. Первое связано с тем, что став членом большой семьи Линда в качестве одного из зятьев, он вошёл в большой круг общения с очень известными в Омске гражданами. В многодетной семье Линды было семеро детей, и у каждого своя не менее трагическая судьба. Такое уж было время. В числе семерых детей была и самая младшая Александра Павловна, сестра-близнец моей бабушки Веры Павловны Линда. <…> Владыка и мой дед были очень дружны (как шурины). Владыка по характеру был очень мягкий человек. Он пользовался большой любовью в очень большой и известной семье Линдов. <…> Особенно его любила теща (моя прабабка). Она в жизни тоже оказалась сиротой, как и он. Любовь его к А. П. Л. была безмерной. Я посылаю вам песню. По словам моей покойной матери, он очень любил её петь под аккомпанемент мамы».
В 1909 году — депутат на Епархиальном съезде.
С 1912 года — сверхштатный священник Семипалатинской Казачьей церкви, одновременно проходил обучение вольнослушателем в Тобольской духовной семинарии.
18 июня 1914 года сдал экзамены за полный семинарский курс и поступил в Казанскую духовную академию на казённый счет, которую окончил в 1918 году со степенью кандидата богословия с «предоставлением ему права на преподавание в семинарии и при искании степени магистра богословия держать новые устные испытания»
С 1918 года — настоятель омского Богородице-Братского храма. Одновременно был законоучителем омской женской гимназии, проработавшей до взятия Омска Красной Армией в октябре 1919 года. При взятии Омска красными отрядами их священнический дом взяли под лазарет силой. 2 ноября его супруга скончалась.
По отношению к обновленцам занимал резко отрицательную позицию. Считал необходимым отстаивать независимость Церкви.
21 ноября 1925 году пострижен в монашество, а 23 ноября — возведён в сан архимандрита.
30 ноября 1925 году хиротонисан во епископа Семипалатинского, викария Омской епархии. Чин хиротонии совершали: архиепископ Омский и Павлодарский Виктор (Богоявленский) и епископ Петропавловский и Акмолинский Иоанн (Троянский).
С 22 августа 1928 года правящий епископ Семипалатинский и Устькаменогорский.
Был временным членом Временного Патриаршего Священного Синода при Заместителе Патриаршего Местоблюстителя митрополите Сергие (Страгородском) во время зимней сессии 1930 — 22 апреля 1931 года (уволен Постановлением от 2 апреля 1931 года)
С 18 марта 1936 года — епископ Орловский и Севский.
13 февраля 1937 года арестован. Заключён в Орловскую тюрьму, 16 июля 1937 года переведён в тюрьму г. Курска. Приговорён к высшей мере наказания. Расстрелян 4 декабря 1937 года.
Произведенной в 1955—1957 годы проверкой в УКГБ Орловской области дел на участников организаций, будто бы руководимых епископом Иннокентием Никифоровым, установлены факты фальсификации следственных материалов. Дела были признаны сфабрикованными.